# Diogo Queirós
Diogo Lucas Queirós (sinh ngày 5 tháng 1 năm 1999) là một cầu thủ bóng đá người Bồ Đào Nha thi đấu cho Porto B ở vị trí hậu vệ.

## Sự nghiệp câu lạc bộ
Vào ngày 27 tháng 8 năm 2017, Queirós có màn ra mắt cho Porto B trong trận đấu tại LigaPro 2017–18 trước Santa Clara.

## Danh hiệu
- Đội hình tiêu biểu Giải bóng đá U-19 vô địch châu Âu: 2017[2]